# ノースリッチランドヒルズ (テキサス州)
ノースリッチランドヒルズ（North Richland Hills）は、アメリカ合衆国テキサス州のタラント郡にある都市。人口は6万9917人（2020年）。フォートワースの北東にある郊外都市である。1953年に法人化するまでは純粋な農業地帯だった。1960年代から1980年代にかけて開発され農地は姿を消した。市場調査で上位にランクインする人気のある住宅地である。

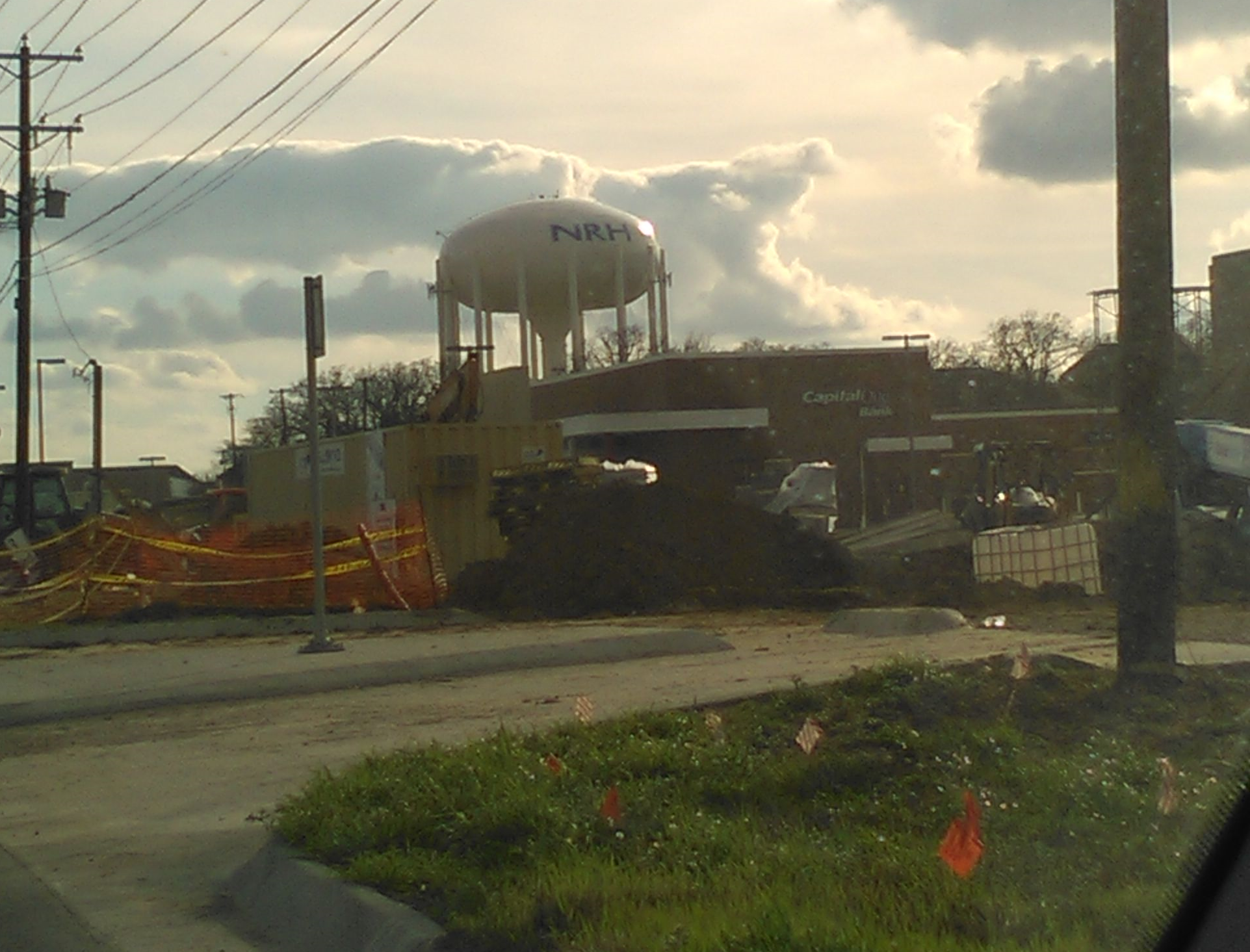
NRH給水塔